# Stegastes beebei
Stegastes beebei är en fiskart som först beskrevs av Nichols 1924.  Stegastes beebei ingår i släktet Stegastes och familjen Pomacentridae. IUCN kategoriserar arten globalt som sårbar. Inga underarter finns listade i Catalogue of Life.